# Da Uzi
Da Uzi，本名Davy Ngoma Di Malonda，1992年8月29日出生于昂热，是法国的一名男歌手。

## 生平
Da Uzi出生于昂热，其童年长居于塞纳-马恩省，后又搬迁至塞夫朗的cité des 3 Tours街区并在那里生活了十年，其间他曾参与当地的足球俱乐部，后因纪律原因被驱逐。此后，Davy Ngoma开始进行饶舌创作，2014年，他发布了首张专辑《Sans prétention》。2017年，法国華納音樂与其合作，并于2018年发布其单曲《La Vraie vie》。2021年5月，Da Uzi因毒品交易而被抓获并判处四个月监禁，此后又因不明原因遭到羁押，最终于2024年8月21日被释放。

## 专辑
- Sans Prétention Vol.1（2014年）
- Mexico（2019年）
- Architecte（2020年）
- Vrai 2 vrai（2021年）
- Le chemin des braves（2022年）